# Virus de l'anèmia del pollastre
El virus de l'anèmia del pollastre (VAP), en anglès "chicken anemia virus" (CAV), és un virus petit amb un genoma constituït per ADN circular monocatenari. Aquest virus pertany al gènere dels Gyrovirus dins la família dels Circoviridae (virus ADN monocatenari).
El VAP és el causant de l'anèmia infecciosa del pollastre, la qual es caracteritza per produir en pollastres joves anèmia aplàstica deguda a la destrucció dels eritroblasts, atròfia dels òrgans limfoides associada a immunosupressió deguda a la disminució en el nombre de timòcits corticals, hemorràgies i augment de la mortalitat. A més, també incrementa la susceptibilitat a patir infeccions secundàries ja siguin per altres virus, bacteris o fongs.

## Virologia
El virus va ser descrit per primer cop per Yuasa et al. al Japó el 1979. Pertany a la família Circoviridae i és l'únic membre del gènere Gyrovirus. És l'agent causal de l'anèmia infecciosa del pollastre, la qual forma part de les malalties o processos immunosupressors.
El VAP és un virus petit, icosaèdric, sense embolcall o coberta externa i de 23 - 25 nm de diàmetre mitjà. El seu genoma consisteix en una cadena simple d'ADN circular, de sentit negatiu de 2,3 kb, que codifica tres proteïnes: VP1 és la proteïna de la càpside de 52 kDa; VP2 és una proteïna no estructural de 28 kDa; VP3 és una apoptina de 14 KDa responsable de l'apoptosi cel·lular. Aquesta proteïna, de 121 aminoàcids, té dues seqüències riques en prolina i dues regions carregades positivament.
Té una denistat de flotació d'1,33-1,34 g/ml.
Aquest virus és molt estable sota condicions ambientals: s'inactiva parcialment a l'escalfar-lo a 80 °C durant 30 minuts i s'inactiva totalment després de 10 minuts a 100 °C. A més, és resistent a pH 3.0. No s'inactiva ni amb éter ni amb cloroform, però són efectius tractaments amb iodina o amb hipoclorit.

## Distribució
El virus causant d'aquesta malaltia en aus es troba distribuït arreu del món i la malaltia s'ha descrit a la majoria dels països que compten amb una indústria avícola.
Es considera a la gallina com a hoste natural, tot i que també s'han trobat anticossos en galls d'indi i guatlles.
Aquest virus pot afectar aus de totes les edats.

## Epidemiologia
Els pollastres de carn són els més sensibles a aquesta malaltia, tot i que el virus també pot reproduir-se en aus Leghorn. La neutralització eficaç del virus pels anticossos d'origen matern explica l'escassa aparició de casos clínics abans de la tercera setmana d'edat. Els pollastres són susceptibles a la infecció a qualsevol edat, però aquesta susceptibilitat disminueix ràpidament a partir de les primeres 2-3 setmanes de vida.
El virus es pot transmetre per les vies vertical (a través de l'ou) i horitzontal (d'au a au):
- La transmissió horitzontal té lloc quan es posen en contacte aus susceptibles i aus infectades ja sigui de manera vertical o mitjançant fòmits o espais contaminats.[6] Aquesta transmissió és principalment a través de la via feco–oral, tot i així també s'ha demostrat, gràcies a experiments amb pollastres infectats, que és possible una transmissió via respiratòria.[7]
- Tot i així s'ha vist que la font més important de transmissió del virus és per la via vertical. Aquest tipus de transmissió comença en el moment en què la gallina s'infecta i acaba en el moment en què aquesta allibera anticossos neutralitzants. Els pollets nascuts dels ous d'aquestes gallines infectades són virèmics i poden transmetre ràpidament la malaltia de manera horitzontal a altres pollets susceptibles. Una altra forma de transmissió vertical són els galls infectats, que eliminen virus a través del semen.[8]

El virus pot ser trobat a diversos òrgans després d'haver-se donat la infecció. La malaltia clínica es dona de forma aguda i amb una mortalitat elevada. Les aus infectades pateixen lesions focals a la pell que poden veure's afectades per infeccions bacterianes secundàries i també poden patir anèmia i immunosupressió; a la necròpsia s'observa atròfia del timus i de la medul·la òssia.
El control s'aconsegueix de manera satisfactòria millorant les mesures de bioseguretat i vacunant a les aus reproductores.

## Patogènesi
El període d'incubació és relativament llarg sota condicions de camp i la disseminació del virus a tot el lot pot trigar diverses setmanes posteriorment a la infecció inicial.
- Els valors d'hematòcrit i el recompte de trombòcits, glòbuls vermells i glòbuls blancs decreix aproximadament als 8 dies posteriors a la infecció.
- La sang necessita més temps per coagular.
- Entre els 28-36 dies després de la infecció, els paràmetres d'hematologia en aus recuperades tornen als valors normals.

Sota condicions experimentals, s'ha demostrat la presència del virus a la major part dels òrgans en tan sols un dia després de la infecció. El virus de l'anèmia infecciosa s'ha trobat de forma latent en aus SPF (lliures de patogens específics), havent-se detectat als ovaris, oviductes, testicles i melses d'aus sense seroconversió òbvia fins que van entrar a producció.

## Signes clínics
La forma clínica o aguda de la malaltia es presenta en animals joves (10-14 dies) que han adquirit la malaltia per transmissió vertical. En pollastres infectats però, els signes que es presenten no són específics de la malaltia: depressió, retard en el creixement, plomes eriçades i un increment de les baixes a partir dels 20 dies post-infecció. Les aus infectades poden patir lesions localitzades a la pell que són propenses a veure's afectades per infeccions bacterianes secindàries.
La mortalitat pot superar el 60%, tot i que normalment està entre un 5% i un 10%. La morbiditat però, pot arribar al 100% dins d'un mateix lot, la qual cosa queda reflectida en una baixada en la producció. Les aus que sobreviuen recuperen la seva salut a les setmanes d'haver estat infectades, sense que presentin cap alteració respiratòria ni nerviosa.

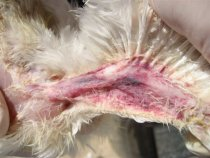
Dermatitis gangrenosa (ala blava)

La forma subclínica en aus adultes és molt més comú que la forma clínica i comporta una disminució del rendiment productiu, pèrdues econòmiques i augment de la susceptibilitat a altres infeccions.
La important disminució del nombre de cèl·lules limfoides té com a conseqüència evident, a més de l'anèmia, una forta immunosupressió, la qual és la conseqüència més important de la infecció pel virus de l'anèmia infecciosa del pollastre. El responsable de la disminució de la producció és principalment la immunosupressió.
El virus causa trastorns en el sistema immunitari, afectant i multiplicant-se als principals òrgans encarregats de la limfopoesi. El virus té un impacte en la generació de les cèl·lules T citotòxiques contra altres patògens. A més a més, accentua l'efecte immunosupressor d'altres virus com el que ocasiona la malaltia de Marek (gallid herpesvirus 2). També s'ha informat de l'augment de signes clínics de bronquitis infecciosa a causa de la immunosupressió i possibles infeccions secundàries causades pels bacteris Clostridium perfringens i Staphylococcus aureus al teixit subcutani i muscular. Es pot donar també un increment de la susceptibilitat a adenovirus causants d'hepatitis per cossos d'inclusió.
Les lesions macroscòpiques més freqüents que s'observen a la necròpsia són una medul·la òssia pàl·lida a causa de l'anèmia (nivells de l'hematòcrit per sota de 27%), atrofia a nivell del timus, Bursa de Fabrici i melsa; hemorràgies a la mucosa, múscul, i subcutànies. En aquests darrer cas poden aparèixer a l'ala i complicar-se amb infeccions bacterianes secundàries i una dermatitis gangrenosa (ala blava).

## Tractament i profilaxi
No existeix tractament per a aquesta malaltia, però les infeccions bacterianes secundàries es poden tractar amb antibiòtics.
En canvi, actualment ja existeixen vacunes per a aquest virus, en concret, al mercat podem trobar tres tipus de vacunes contra el VAP que difereixen entre si pel diferent grau d'atenuació.
A principis de 1990 va aparèixer a Alemanya la primera vacuna comercial. Aquesta vacuna, de baixa atenuació s'aplica en les reproductores entre les 10 i 18 setmanes de vida. Actualment es troba present en el mercat Europeu.
La segona vacuna, va sorgir al mercat mundial a finals de la dècada del 1990 i correspon al virus viu altament atenuat. L'alt nivell d'atenuació del virus i la seva incapacitat per infectar per vies naturals requereix aplicació individual i per vies parenterals.
A principis del 2000 es va desenvolupar una vacuna amb virus viu atenuat en cultius cel·lulars que és indicada per aplicacions per vía parenteral o bé oral. Aquesta vacuna compta amb llicència per ser aplicada en pollastres joves.
La vacunació per vía parenteral té la desventatge del gran cost en mà d'obra però dona una excel·lent immunitat. La vacunació amb soques menys atenuades aplicades per l'aigua de beguda, redueix el problema del cost, però presenta inconvenients com per exemple que el fet que el virus estigui poc atenuat pot comportar riscos de reversió de virulència.
A causa de la sinergia entre el virus de l'anèmia del pollastre i altres virus immunosupressors, el control d'aquests últims és també important.

## Diagnòstic
El diagnòstic de l'anèmia infecciosa basant-se solament en els signes clínics és molt difícil. Sovint la malaltia es presenta en les seves formes més suaus fent impossible arribar a un diagnòstic definitiu. Les lesions trobades en la necròpsia són sovint poc conclusives. Així doncs, és necessari dur a terme proves de laboratori.

### Proves de laboratori
Per poder fer les proves el primer pas és aïllar el virus. Hi ha diversos mètodes per dur a terme aquest procés:
- Mitjançant ous embrionats lliures de patògens
- Cultius cel·lulars. Aquest mètode sol ser més lent i requereix diversos subcultius per a la determinació final del virus.

Preferiblement els virus s'extreuen del fetge i de preparacions de limfòcits concentrats, tot i que poden ser aïllats a partir de diversos òrgans: fetge, timus, pulmó, cor, Bursa de Fabricius, músculs i medul·la òssia.
Es poden dur a terme diferents proves de laboratori per la detecció del virus, les quals es poden dividir en aquelles per a la determinació de l'antigen i aquelles per a la determinació dels anticossos.

#### Diagnòstic directe
Es basa en la detecció de l'antigen, mitjançant dues possibles proves: 
- Prova de la immunofluorescència: aquesta prova es basa en la conjugació de substàncies fluorescents amb anticossos específics per als antigens vírics que pretenem trobar. Al final de la prova, allà on hi hagi fluorescència és on hi ha presència dels virus, a causa de la formació d'immunocomplexes que podem veure sota un microscopi de fluorescència.

- PCR: és la prova de la reacció en cadena de la polimerasa. Es basa en el reconeixement del genoma víric.

#### Diagnòstic indirecte
Consisteix en la detecció dels anticossos que actuen contra l'antigen. Les tècniques utilitzades són: 
- ELISA: serveix per a detectar unions antigen - anticòs. En aquest cas es fa servir un ELISA competitiu. La prova és una eina important per confirmar la resposta a infeccions de camp o controlar una resposta adequada d'anticossos en el lot després d'una vacunació.
- Seroneutralització: consisteix en la barreja del sèrum de les aus amb el virus de l'anèmia infecciosa (cultivat ja sigui en ous embrionats o en cultiu cel·lular). S'identifiquen els anticossos en el sèrum quan s'inhibeix el creixement del virus. Generalment s'utilitza el mètode ß, utilitzant-se el virus a una concentració constant i fent-se dilucions en base dues dels sèrums sospitosos. Es calcula el títol basant-se en les dilucions en sèrie efectuades.

## Conseqüències econòmiques
El fet de tractar-se d'un virus immunosupressor resulta en l'augment de la susceptibilitat a infeccions oportunistes i/o bacterianes secundàries, que són les responsables de les pèrdues per un augment en la mortalitat i baix rendiment de les canals, a part de les despeses en antibiòtics per tractar-les. A més, els valors productius dels pollastres d'engreix poden veure's disminuïts a causa d'una mala conversió alimentària i reducció del guany de pes. Aquest fet és observable sobretot si comparem animals que pateixen una infecció subclínica pel virus de l'anèmia del pollastre amb els que són seronegatius.